# Gorges du Tarn Causses
Gorges du Tarn Causses – gmina we Francji, w regionie Oksytania, w departamencie Lozère. W 2013 roku liczba ludności wynosiła 975 mieszkańców. Przez gminę przepływa rzeka Tarn. 
Gmina została utworzona 1 stycznia 2017 roku z połączenia trzech ówczesnych gmin: Montbrun, Quézac oraz Sainte-Enimie. Siedzibą gminy została miejscowość Sainte-Enimie.